# I Lombardi alla prima crociata
I Lombardi alla prima crociata (Os Lombardos na Primeira Cruzada) é uma ópera, drama lírico em quatro atos de Giuseppe Verdi com libreto italiano de Temistocle Solera, baseado num poema épico por Tommaso Grossi. A estreia foi no Teatro alla Scala de Milão em 11 de fevereiro de 1843.
Em 1847, a ópera foi significativamente reescrita para se tornar a primeira grande ópera de Verdi com atuações em França, na Ópera de Paris sob o título de Jérusalem.
| Papel | Voz     | Estreia, 11 de fevereiro 1843 (Maestro: - ) |
| --- | ------- | ------------------------------------------- |
| Arvino | tenor   | Giovanni Severi                             |
| Pagano/Hermit                                                                                                | baixo   | Prosper Dérivis                             |
| Viclinda | soprano | Teresa Ruggeri                              |
| Giselda | soprano | Erminia Frezzolini                          |
| Oronte, son of Acciano ruler of Antioch                                                                      | tenor   | Carlo Guasco                                |
| Acciano, ruler of Antioch                                                                                    | tenor   | Luigi Vairo                                 |
| Sofia, wife of Acciano                                                                                       | soprano | Amalia Gandaglia                            |
| Pirro, Arvino's squire                                                                                       | baixo   | Gaetano Rossi                               |
| Prior of Milan                                                                                               | tenor   | Napoleone Marconi                           |
| Villagers de Milão, guardas do palácio, cruzados, peregrinos, freiras, mulheres de harém , guerreiros - Coro |         |                                             |

## Gravações Selecionadas
| Ano  | Cast (Arvino, Pagano, Viclinda, Giselda, Oronte)                                       | Maestro, Sala de Ópera e Orquestra                                    |                                        |
| ---- | -------------------------------------------------------------------------------------- | --------------------------------------------------------------------- | -------------------------------------- |
| 1969 | Umberto Grilli Ruggero Raimondi Anna di Stasio Renata Scotto, Luciano Pavarotti        | Gianandrea Gavazzeni, Rome Opera Orchestra                            | Audio CD: Opera D'oro ASIN: B00000FBRS |
| 1971 | Jerome Lo Monaco Ruggero Raimondi Desdemona Malvisi Cristina Deutekom, Plácido Domingo | Lamberto Gardelli, Royal Philharmonic Orchestra and Ambrosian Singers | Audio CD: Philips Cat: 000942602       |
| 1996 | Richard Leech Samuel Ramey Patricia Racette June Anderson, Luciano Pavarotti           | James Levine, Metropolitan Opera Orchestra and Chorus                 | Audio CD: Decca Cat: 455 287-2         |